# Theodor-Mommsen-Statue
Die Statue von Theodor Mommsen von Adolf Brütt befindet sich im Ehrenhof vor dem Westflügel des Hauptgebäudes der Humboldt-Universität zu Berlin.
Daten
1906–1909
Figur: Höhe 1,7 m
Sockel: Höhe 1,1 m
Material
Figur, Sockel: Carrara-Marmor
Stufen: Meißner Granit
Inschrift: MOMMSEN

## Geschichte
Schon kurz nach dem Tod von Theodor Mommsen, der seit 1874 Direktor der Berliner Universität war, konstituierte sich ein Ausschuss mit dem Ziel, Geld für ein Denkmal zu beschaffen. Als im Mai 1904 die Hälfte der veranschlagten Kostensumme von 89.000 Reichsmark zusammengekommen war, wurden sieben Bildhauer zu einem Wettbewerb eingeladen, aus dem der Entwurf des Weimarer Bildhauers Adolf Brütt einstimmig als Sieger hervorging.

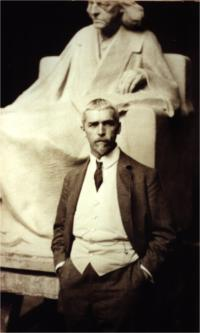
Der Bildhauer Adolf Brütt vor dem Modell seines Denkmals für Theodor Mommsen, 1908

Brütt, der schon die Totenmaske Mommsens abgenommen hatte, fertigte zunächst ein 1:1 großes Gipsmodell an, das von dem Weimarer Fotografen Louis Held dokumentiert wurde. Ausgeführt wurde das Denkmal in Marmor unter Mitarbeit von Brütts Meisterschülern in dessen Weimarer Werkstatt.
Anlässlich der Einhundert-Jahrfeier der Universität wurde das Denkmal am 1. November 1909, dem 6. Todestag Mommsens unter Anwesenheit von Adolf Brütt feierlich enthüllt. 1935 wurde das Denkmal anlässlich von Stadtplanungsmaßnahmen in Vorbereitung der Olympischen Spiele 1938 zusammen mit den Denkmälern von Helmholtz und Treitschke in die Universitätsstraße umgesetzt. Den Zweiten Weltkrieg verbrachten die Denkmäler in einem Depot. 1968 wurde das Mommsen Denkmal restauriert, etwa 60 Einschusslöcher wurden beseitigt, die Nase durch den Bildhauer Hans Bernhardt ergänzt. Danach wurde es mit den beiden anderen Standbildern wieder am alten Standort an der Universitätsstraße aufgestellt.
1951 wurde allerdings das Treitschke-Denkmal aus Bronze eingeschmolzen. Die beiden Marmorstatuen wurden 1988 in einer Werkstatt ein weiteres Mal einer Restaurierung unterzogen. Nach der Wende versetzte man die beiden Statuen auf Initiative von Wissenschaftlern der Universität wieder in den Ehrenhof. Am 23. Mai 1991 wurde das Mommsen-Denkmal anlässlich einer Konferenz der Mommsen-Gesellschaft von dem amtierenden Rektor der Universität Heinrich Fink an seinem alten Standort enthüllt.